# Grazia Vittadini
Grazia Vittadini (Milán, 1969) es una ejecutiva aeroespacial italo-alemana. De mayo de 2018 a octubre de 2021 fue Directora de Tecnología (CTO) y miembro en el Comité Ejecutivo de la empresa aeroespacial Airbus. Desde noviembre de 2021, Vittadini es Directora de Tecnología (CTO) de la empresa de motores aeronáuticos y sistemas de potencia Rolls-Royce Holdings.

## Biografía
Vittadini creció en Italia y Estados Unidos. Desde temprana edad se interesó por los modelos de aviones y motocicletas, pasando a estudiar ingeniería aeroespacial con especialización en aerodinámica en el Politécnico de Milán, además de tener licencia de piloto privado.

## Trayectoria profesional
Después de completar sus estudios, Vittadini comenzó su carrera profesional en Italia con los modelos de aviones militares Eurofighter. En 2002 pasó a la aviación comercial, entrando a trabajar en Airbus Operations en Alemania, donde rápidamente ocupó varios puestos de dirección, como ingeniera jefa para el equipamiento de los dispositivos de elevación de alas para el modelo A380. Como jefa de pruebas estructurales, también participó en la concesión de los primeros certificados de vuelo para el A350 XWB. Vittadini también ocupó cargos como jefa de Diseño de Aeronaves y Autoridad Técnica para todas las aeronaves Airbus y jefa de Auditoría Corporativa y Forense para todas las actividades de auditoría de la compañía. Más recientemente, fue jefa de Ingeniería en el Consejo de Administración de la Airbus Defence and Space y, en este cargo, fue una de los adjuntos del CEO de la División, Dirk Hoke.
En mayo de 2018, Vittadini fue nombrada directora técnica de Airbus y, como miembro del Comité Ejecutivo, es responsable del desarrollo técnico y la coordinación de todo el grupo. Uno de sus objetivos es superar las tecnologías de propulsión fósil y desarrollar nuevas tecnologías para vuelos ecológicos. El 21 de septiembre de 2020, se desveló la primera familia de aviones conocidos como Airbus ZEROe.
Para hacer frente a la creciente complejidad de las tecnologías aeroespaciales, Vittadini también estudió el uso de inteligencia artificial (IA) y computación cuántica.
Grazia Vittadini dejó Airbus en 2021 trans 19 años en la empresa, siendo sustituida por Sabine Klauke. En noviembre de 2021, Grazia Vittadini se incorporó a Rolls-Royce como Directora de Tecnología (CTO) reemplazando a Paul Stein. En su puesto actual, se centra en seguir desarrollando el portafolio actual de productos, impulsado la descarbonización del sector aeroespacial y la aviación sostenible. Rolls-Royce explora, en particular, las posibilidades de aumentar aún más la eficiencia de las tecnologías de turbinas de gas actuales y futuras, así como, a más largo plazo, la propulsión por hidrógeno y eléctrica. Sus otras unidades de negocio (Power Systems, Defensa, Rolls-Royce Electrical y Rolls-Royce Small Modular Reactors (SMR)) también forman parte de la estrategia de transición energética de la empresa.

## Garladones y distinciones
Grazia Vittadini es miembro del Consejo de Administración de la Fundación Airbus y del Comité Directivo de Inclusión y Diversidad. Además, fue galardonada con la Legión de Honor en 2017 y el premio a la “Mujer del año en los negocios” en 2018 por la revista especializada francesa L'Usine Nouvelle. Asimismo es miembro del Consejo de Supervisión de Siemens AG desde febrero de 2021 y de la start-up franco-alemana The Exploration Company. Además, es miembro del Senado de Fraunhofer-Gesellschaft y asesora del Centro Alemán para la Movilidad del Futuro (DZM) y del Departamento de Ciencia y Tecnología Aeroespacial del Politécnico de Milán (DAER). Grazia Vittadini también es Doctora en Ingeniería y Tecnología por la Universidad de Cranfield (Reino Unido) y miembro de la Royal Aeronautical Society y la Royal Academy of Engineering.